# Glenoleon conspersus
Glenoleon conspersus är en insektsart som beskrevs av Banks 1918. Glenoleon conspersus ingår i släktet Glenoleon och familjen myrlejonsländor. Inga underarter finns listade i Catalogue of Life.